# شون جونز (لاعب كرة قدم أمريكية أمريكي)
شون جونز (بالإنجليزية: Shawn Jones)‏ هو لاعب كرة قدم أمريكية أمريكي، ولد في 16 يونيو 1970.